# 大田学
大田 学（おおた まなぶ、1914年 - 2007年2月21日）は神奈川県横須賀市生まれ、鳥取県倉吉市余戸谷町で育ち、晩年は大阪府に在住した将棋の真剣師である。

## 来歴
倉吉信用金庫の第4代理事長を務めた父のもとに生まれる。
少年時代から軍人を志し、戦中は海軍航空隊・横須賀基地に所属した。終戦後に郷里に帰り、30歳をすぎた年齢から本格的に将棋を始めたという、異例なほど晩学の将棋指しだった。当時の棋力は現在のアマ初段ほどだったという。以降修行を続け、1948年 - 1950年には「アマチュア将棋名人戦」の鳥取県代表。その後は真剣師として全国を回り、「史上最強のアマ強豪」と呼ばれる平畑善介以外には、ひけを取ることがなかったという。その棋力から30代半ばでプロへの転向も薦められるほどだったが、年齢的にも遅く大成しないだろうと自ら断った。
真剣師だったときの胸中に残る勝負として昭和30年代に十二倍層と言う現実離れした真剣を挑まれ、それに全勝した勝負を挙げている（賭け金は一局につき1万円。「十二倍層」とは、平手で指す代わりに、大田は1回勝つと1万円、相手は1回勝つと12万円入る真剣独特のハンデのつけ方。これを十三局繰り返す）。相手はかなり強かったらしく、大田をして「あとから考えたら、（棋力的に）せいぜい倍層がいいとこで、三倍層は出せん相手だった」と言わしめている。本人曰く「勝つには勝ったが、そのうち四番ぐらいは負け将棋だった。それをなんとか切り抜けられたのはツキがあったからで、運が良かったとしか言いようがない」と述懐している（岡本嗣郎『9四歩の謎 孤高の棋士・坂田三吉伝』集英社、1997年、108-111頁）。
1977年12月、第1回朝日アマ名人戦（当時63歳）に優勝した。
通天閣近くの将棋道場で師範をつとめ、その指導料で長年旅館暮らしをしており、三畳の和室を定宿にしていた。1997年9月24日にテレビ局の企画で、コンピュータ将棋プログラムの「YSS」と通天閣にて平手で対局し、結果は大田の2戦全勝だった。NHKの連続テレビ小説『ふたりっ子』に登場する佐伯銀蔵（銀じい）は大田をモデルにしている。
2007年2月21日、大腸癌を患い大阪市にて死去。享年92。

## 人物
暮らしていた旅館の女将の話では、暇さえあれば棋譜の研究に明け暮れたという。また酒を嗜まず、また傍に居たら必ず不幸にさせてしまうとの理由で女性と交際しなかったと言う求道者的な面も持っていた。実妹の話では、大田には戦後無事復員したら結婚を約束した女性がいた。戦争の焼け跡の中を探したがその女性は見つからず、それが兄を将棋人生に進ませたのではないかと語っている。
プロ棋士とも付き合いがあり、特に真剣師からプロになった花村元司とは若い頃一緒の家に居候していたこともあるほど昵懇の仲であった。

## 関連書籍
- 宮崎国夫（編）『アマ将棋日本一になる法』木本書店、1986年
- 宮崎国夫『修羅の棋士 実録裏将棋界』毎日コミュニケーションズ、1995年3月（のち、幻冬舎アウトロー文庫）
- 宮崎国夫（監修）『新・アマ将棋日本一になる法』木本書店、2008年8月